# باشگاه فوتبال سمپدوریا
باشگاه فوتبال سمپدوریا (به ایتالیایی: Unione Calcio Sampdoria) یک باشگاه فوتبال ایتالیایی در شهر جنوا است که در سری بی رقابت می‌کند.
این باشگاه در سال ۱۹۴۶ و در پی ادغام دو باشگاه محلی به نام‌های سمپیردارنسه (Sampierdarenese) و آندره دوریا (Andrea Doria) که ریشه آن‌ها به دهه ۱۸۹۰ میلادی بازمی‌گشت، تشکیل شد.
نام و رنگ پیراهن هر دو تیم در نام، آرم و پیراهن باشگاه قرار گرفته‌است که حاصل آن پیراهن آبی با حلقه‌های سفید، قرمز و سیاه می‌باشد.
این تیم بازی‌های خانگی خود را در استادیوم لوئیجی فراری انجام می‌دهد و رقابتی دیرینه با باشگاه همشهری خود باشگاه جنوا دارد که به رقابت بین این دوتیم لقب دربی دلالنترنا داده‌اند.
آنچه دربارهٔ سمپدوریا می‌توان گفت این است که عمده موفقیت این تیم در دهه ۸۰ میلادی و اوایل دهه ۹۰ رقم خورد که یک تیم جنگنده و قدرتمند در ایتالیا و اروپا بودند.
دلیل استفاده از تصویر یک ملوان پیر با پیپ بر دهان در لوگوی باشگاه، مربوط به شهر جنوا یکی از شهرهای بندری قدیمی ایتالیا می‌باشد.

## افتخارات
ایتالیا
سری آ
قهرمان _ ۹۱_۱۹۹۰
جام حذفی
قهرمان _۱۹۸۵_۱۹۸۸_۱۹۸۹_۱۹۹۴
نایب قهرمان_۱۹۸۵_۱۹۹۰_۲۰۰۸
سوپر جام ایتالیا
قهرمان _۱۹۹۱
نایب قهرمان_۱۹۸۸_۱۹۸۹_۱۹۹۴
اروپا
جام در جام
قهرمان _۱۹۹۰
نایب قهرمان_۱۹۸۹
جام باشگاه‌های اروپا
نایب قهرمان _۱۹۹۱٬۹۲
سوپر جام اروپا
نایب قهرمان_۱۹۹۰
حضور برونو فرناندز به مدت یک سال در تیم